# Vojin Bakić
Vojin Bakić (Bjelovar, 5. lipnja 1915. - Zagreb, 18. prosinca 1992.), hrvatski kipar srpskog podrijetla. 
Diplomirao je na Akademiji u Zagrebu (1939.), specijalan tečaj pohađao kod Frane Kršinića. Boravio je u Firenzi i Milanu, sudjelovao na izložbi "Zagrebačkih umjetnika" u Zagrebu (1939). Na prvoj samostalnoj izložbi (Bjelovar, 1940.) pokazao je crteže i kipove medu kojima su prevladavali ženski aktovi u kamenu, svedenih oblina i zatvorenih volumena. 
Poslije 1945. postupno napušta takvo usmjerenje i teži impresionističkoj obradbi površine s izražajnim preljevima svjetlosti i sjene. U tom razdoblju radi portrete, među kojima se psihološkom uvjerljivošću i dojmljivom stilizacijom ističu I. G. Kovačić, 1946., i S. S. Kranjčević, 1948. Sa "Spomenikom strijeljanima u Bjelovaru" (1947.) prvi put se okušava na javnoj narudžbi; izvodi kip jezgrovit poput znaka i izrazitih monumentalnih svojstava. Proces sažimanja i kristalizacije volumena zamjećuje se 1950. na skulpturi "Bik" (Bijenale u Veneciji 1956.), djelu koje nadilazi školničke kategorizacije i u kojem se preklapaju apstrakcija, kubizam i ekspresionizam. Istu tendenciju pokazuju skice za "Spomenik Marxu i Engelsu" (1950.–1953.; nisu izvedene), zapravo prvi slobodniji prijedlozi za rješavanje tradicionalnih kiparskih zadataka. Značajan je "Autoportret", 1952., izrazitih kubičnih karakteristika, a posebno "Spomenik Stjepanu Filipoviću" u Valjevu, velikih dimenzija i krajnje pročišćenosti u okvirima antropomorfnoga motiva. Serijom "Aktova", "Torza" i "Glava" zaokružuje svoja traženja organskih, asocijativnih oblika a 1958. priklanja se izazovima otvorene forme, unutarnjih prostora i svjetlosnih odraza. 
Ciklus "Razvaline" forme označava prijelaznu fazu od punog, čvrstog volumena do ispražnjene ljuske, svojevrsnoga skulpturalnoga negativa. U daljem razvoju Bakić među prvima u nas slijedi načela geometrijske apstrakcije i optičkih istraživanja: u "Razvijenim površinama", 1960.–1964., artikulira stroge i sustavne cjeline sastavljene od nanizanih elemenata, a u "Svjetlonosnim oblicima", 1963.–1964., stvara efektne strukture moduliranjem istovrsnih zrcalnih jedinica, pri čemu upotrebljava i nove materijale (nehrđajući čelik).
Složenu problematiku toga razdoblja pokazuje "Spomenik pobjedi naroda Slavonije" u Kamenskoj , krilatih i lisnatih formi, realiziran nakon deset godina rada, 1958.–1968. Autor je skulpture "Vijenac", koja se od 1971. dodjeljuje pobjednicima Goranovoga proljeća u Lukovdolu.
Novija su mu ostvarenja "Spomenik žrtvama željezničke nesreće u Zagrebu", 1975.–1978., te spomenici u Kragujevcu, Dotrščini (Dolina grobova) i na Petrovoj gori (1982.). 
Vojin Bakić je nedvojbeno jedan od najvećih hrvatskih kipara 20. stoljeća, umjetnik europskoga formata: autor koji je uspio u avangardizmu apstrakcije ostvariti monumentalnost i neposrednost koje su, tradicionalistički gledano, obilježja klasične figurativne skulpture.   

## Životopis

### Obitelj
Rođen je u Bjelovaru u imućnoj obitelji Konstantina Bakića i Jelene, rođ. Schnautz. Vojinov otac, Konstantin "Kosta", rođen je u Bjelovaru 1882. godine u imućnoj srpskoj obitelji. Gradio je ceste i imao kamenolom. Preminuo je od upale pluća na Sušaku 1925. godine. Vojinova majka Jelena rođena je u primorskom gradiću Bakru 1889. godine u pomorskoj i brodovlasničkoj porodici. Umrla je 1970. godine. Vojin je bio treće od šestero djece, imao je četvoricu braće i jednu sestru. Izgubio je oca kada je imao samo deset godina, pa je majka sama podizala svu djecu. 

### Školovanje
Od 1921. do 1932. polazi osnovnu školu i realnu gimnaziju u Bjelovaru. U gimnaziji je prolazio s vrlo dobrim uspjehom. Najviše se zanimao za filozofiju, sociologiju i književnost, a interesirali su ga i strani jezici poput francuskog i njemačkoga, zatim crtanje i kiparstvo. Od malih je nogu pokazivao interes za gradnju nastambi za golubove i zečeve, ali i za crtanje i slikarstvo. Volio je raditi s glinom i gipsom. U gimnaziji je njegovu darovitost opazio profesor crtanja akademski slikar Ante Kuman koji mu je tada bio svojevrsni umjetnički mentor. Prvi put se Vojinovi radovi prikazuju u Bjelovaru 1933. godine za njegovih gimnazijskih dana pred veliku maturu. Izložio je Mojsija u gipsu, ženski torzo iz gline, izrađen prema jednoj djevojci iz razreda, i nekoliko skica i portreta. 
Nakon završene gimnazije, Vojin je najprije upisao studij prava, ali mu nije odgovarao, pa je već sljedeće godine 1934., uz pomoć braće Aleksandra i Milana, upisao Umjetničku Akademiju u Zagrebu gdje je 1939. i diplomirao. Od 1940. do 1941. pohađao je specijalni tečaj kod Frane Kršinića i Roberta Frangeša-Mihanovića, a modeliranje mu predaje Ivan Meštrović. Boravio u Firenzi i Milanu te sudjelovao na izložbi "Zagrebačkih umjetnika" u Zagrebu 1939. Na prvoj samostalnoj izložbi u Glazbenom zavodu u Bjelovaru, 1940. pokazao je crteže i kipove medu kojima su prevladavali ženski aktovi u kamenu, svedenih oblina i zatvorenih volumena. 

### Rat
Ustaše u ljeto 1941. uhapsili četvoro Vojinove braće. Izgubio im se svaki trag i Vojin do podkraj rata nije otkrio što se desilo s njima. Prvo su ih odveli u logor Danicu a zatim su ih pogubili u Jadovnu. Spomen na braću kasnije je oživio u spomeniku "Bjelovarac”, koji je portret najmlađeg brata Slobodana. Vojina su ustaše također uhapsili 1941. godine ispred ulaza u stan u Zagrebu. No kako je već pokazao talent na Likovnoj akademiji izbjegao je sudbinu svoje braće, za njega je tada pismeno intervenirao njegov učitelj i mentor Frano Kršinić i sam se izloživši opasnosti.
Do kraja rata odlazi na Akademiju i pomaže Kršiniću u zahtjevnijim zadacima. Sudjeluje u Drugoj, Trećoj i Četvrtoj godišnjoj izložbi hrvatski umjetnika u NDH u Umjetničkom paviljonu u Zagrebu. 1942. je započeo raditi na Zavodu za stočarstvo Agronomskog fakulteta u Zagrebu gdje izrađuje modele životinja. 1943. Izlaže na Izložbi hrvatske umjetnosti u organizaciji NDH u Berlinu, Bratislavi i Beču. Tad nastaje i serija skulptura Bik i Europa na biku. 
Godine 1942. oženio je Ljubu Schneider, kad je ona bila još u srednjoj školi; rodila mu jedinog sina Zorana.

### Poslijeratno razdoblje
Poslije 1945. postupno napušta dotadašnju tematiku i teži impresionističkoj obradbi površine s izražajnim preljevima svjetlosti i sjene. 1945. oblikuje figuru žetelice na zapadnoj strani kulise koja je tad prekrila spomenik bana Josipa Jelačića na tadašnjem Trgu Republike, povodom 1. kongresa AFŽ-a. Pogođen tragičnom sudbinom braće, želi dati svoj doprinos stvaranju društvenog sjećanja na žrtve fašizma, oblikovanjem spomeničkih rješenja. S kiparima Kostom Angelijem Radovanijem, Rudolfom Ivankovićem i Daliborom Mačukatinom te grafičarom Franom Baće, 1947. dobiva na korištenje radni prostor u bivšem Meštrovićevom ateljeu u Ulici Ivana Gorana Kovačića. U tom razdoblju radi portrete, među kojima se psihološkom uvjerljivošću i dojmljivom stilizacijom ističu I. G. Kovačić, 1946., i S. S. Kranjčević, 1948. te za obe dobio i nagradu Vlade NR Hrvatske. Sa Spomenikom strijeljanima u Bjelovaru 1947. prvi put se okušava na javnoj narudžbi; izvodi kip jezgrovit poput znaka i izrazitih monumentalnih svojstava te je za njega dobio nagradu Vlade FNRJ. Tih godina sudjeluje u nizu izložbi: Prvoj izložbi grupe profesionalnih likovnih umjetnika i Prvoj izložbi ULUH-a u Umjetničkom paviljonu u Zagrebu; zatim na izložbi Slikarstvo i kiparstvo naroda Jugoslavije 19. i 20 vijeka Beograd - Zagreb - Moskva - Lenjingrad - Bratislava - Prag s Glavom žene i Bikom; Prvoj izložbi Saveza likovnih umjetnika FNRJ u Modernoj galeriji u Ljubljani s portretima Maksima Gorkog, Svetozara Markovića i Ivana Gorana Kovačića. Na kraju tog razdoblja Bakić dobiva još jedno javno priznanje za svoj rad pozivom da izlaže na 25. Biennalu u Veneciji 1950. uz druge izlagače jugoslavenske selekcije. Bakić izlaže maketu bjelovarskog "Spomenika streljanima", portrete Kranjčevića, Kovačića, Žene (Vere Sinobad) te Bika iz 1943. 
Krajem 1950. godine, odlazi na stipendiju u Pariz, no iako mu je Vlada FNRJ dodijelila tromjesečnu stipendiju, vraća se nakon mjesec dana s obrazloženjem da stipendiju prekida zbog povratka u Hrvatsku kako bi dovršio spomenik za Kolašin. Preostala dva mjeseca stipendije u Parizu koristi 1951., ali tada kao stipendist francuske vlade, na prijedlog vlade FNRJ. Žena mu Ljuba okončala je svoj život 1951. samoubojstvom i on je ostao sam s osmogodišnjim djetetom, Zoranom.

### Odmak od socrealizma
Zahlađenje odnosa sa Sovjetskom Rusijom 1948. stvorilo je preduvjete za oslobađanje od nametnutih kanona socijalističkog realizma u ikonografiji poratne umjetnosti. Bakić 1950. dovršava spomenik za Kolašin u Crnoj Gori i radi na spomeniku za Čazmu, ali istovremeno osjeća snažnu potrebu da se oslobodi realizma, pa se čak kaje što je napravio kolašinski spomenik. Bakić se intuitivno opredjeljuje za modernizam, za istraživanje forme nauštrb pripovijedanja sadržaja te na traganje za novim mogućnostima kiparskog izraza. To je nastalo iz prirodnog poriva njegova unutarnjeg stvaralačkog bića, bez potrebe da polemizira, da se priklanja grupama istomišljenika ili umjetnicima koji su uskoro otvoreno zagovarali promjene. Objavom manifesta grupe EXAT51 na plenumu ULUPUH-a 1951., članovi će postaviti temelje za radikalni prekid sa socijalističkim realizmom. Bakić je bio veoma blizak nekim članovima te grupe (Picelj, Srnec) s kojima je kasnije zajedno izlagao. Međutim, njegovo kretanje u apstrakciju išlo je drugim smjerom, slijedeći liniju apstrahiranja organskog oblika. Ponovno se vraća temama kojima se bavio u prijeratnom i ratnom razdoblju — torzo, ženski akt, portret, animalizam, ali traži nova oblikovna rješenja. U tom procesu upornog traženja novog puta u jednoj kratkoj fazi koja počinje 1951. i traje do 1953. nastaju skulpture pojednostavljena volumena, čiju površinu definira ravnim plohama koje se spajaju u oštrim bridovima koje podsjećaju na kubističko građenje oblika (Autoportret 1952. ,studija za Spomenik Marxu i Engelsu 1950. – 1953., Agitator, studije za Spomenik Stjepanu Filipoviću, spomenik u Gudovcu). Na izradi studije za spomenik Marxa i Engelsa za istoimeni beogradski trg radio je tri godine. Bilo mu je iznimno važno da spomenički zadatak modernizira, a kiparski problem oblikovanja ideološkog sadržaja riješi na novi način. Prijedlog je odbijen a brončani odljev je poklonjen Titu. No kontroverze koje su nakon toga nastale potaknule su nastanak prvog sustavno i kritičkog promišljanja vrijednosti i karaktera dotadašnjeg načina oblikovanja spomeničke baštine u Hrvatskoj.

### Istraživanje apstrakcije
Od 1953. do 1958. godine, nastaju radovi u tematskim ciklusima: Portret, Torzo, Ljubavnici, Bik, Ptica kojima Bakić istražuje apstrakciju organičkog porijekla. Traga za idealnim oblikom, kleše kugloidne i elipsoidne, pune sferične volumene, a elementi fizionomije, detalji lica naznačeni su tek škrtim naznakama krajnje pojednostavljena volumena. Volumen oblikuje od žive jezgre mase, do napete površine forme koja teži sintezi. 
Promjene koje su se nazirale u sferi umjetničke produkcije u ranim pedesetima, uskoro su dobile institucionalnu podršku, kritičkom i stručnom valorizacijom i prezentacijom moderne umjetnosti. Mlađa generacija povjesničara umjetnosti 1954. je organizirala prvu izložbu suvremene umjetnosti Salon 54, u riječkoj Galeriji likovnih umjetnosti. Odabrani su radovi bili rezultat kritičke valorizacije recentnog stvaralaštva s ciljem prikaza inovativnih pojava u suvremenoj umjetnosti. Bakić izlaže Autoportret (1952.), Portret Toše Dabca (1953.) i Glavu (1953.). Sudjeluje i na Salonu 56 dvije godine kasnije kad je dobio i nagradu "Radovan" za skulpturu.
U razornom požaru ateljea 1956. Vojin Bakić gubi stotinjak skulptura, mape s crtežima, fotografije, skice i dokumentaciju te nekoliko završenih sadrenih spomeničkih studija (Marx i Engels, Valjevac, Zmaj Jova Jovanović, partizan na vječnoj straži za Bačkovicu). Nesreća je bila tim veća što su uništeni i radovi koje je pripremao za nastup na venecijanskom Biennalu. Velikim naporom, novi radovi nastali su u tek nekoliko mjeseci u prostoru na Rokovom perivoju 10, koji će mu postati novi radni prostor. Među njima i čuveni Bik u sadri. Ta je nesreća i simbolički odredila odmak od faze traganja za vlastitim izrazom i početak njegove zrele i najproduktivnije faze, faze inovacije i apstrakcije koja je obilježena težnjom za spoznajom i kreacijom plastičke suštine pojavnog svijeta. U Novoseljanima kraj Bjelovara nastavlja raditi skulpture velikih dimenzija (spomenik Stjepanu Filipoviću za Valjevo) u čemu mu pomaže kipar Stevan Luketić koji vješto prenosi i povećava Bakićeve skulpture malog formata u velike spomenike. U ovom razdoblju postavljeni su spomenici na spomen kosturnici u Gudovcu "Pred streljanje" 1955. te spomenik bilogorski partizan "Na vječnoj straži", Bačkovica 1956.

### Međunarodna priznanja
Na 28. Biennalu u Veneciji 1956. u Jugoslavenskom se paviljonu, između ostalih, predstavljaju dvanaest skulptura Vojina Bakica a kritika Bakićeve skulpture ocjenjuje centralnom pojavom u paviljonu, posebno monumentalnog sadrenog Bika. Uskoro slijedi još jedan Bakićev uspjeh i priznanje, pozvan je da sudjeluje na dvjema izložbama povodom održavanja prve posljeratne svjetske izložbe 1958. u Bruxellesu. Prvi put FNRJ sudjeluje na jednoj svjetskoj izložbi s ambicijama da demonstrira svoju otvorenost prema Zapadu i prekid s politikom Istočnog bloka. Nastupom na svjetskog izložbi mlada država želi afirmirati specifičnosti društvenog i političkog sustava te predstaviti kulturni identitet. Ispred ulaza modernističkog paviljona Vjenceslava Richtera postavljen je prvi brončani odljev Bakićeva Bika koji svojom zbijenom masom i napetom formom šalje poruku i na simboličkoj razini o snazi i čvrstini nove države. Unutar paviljona je izložen Bakićev Torzo (1957.). Paviljon je zbog svoje elegancije i jednostavnosti dobio zlatnu medalju. Međunarodni žiri odabire Bakićev Ležeći torzo (1957.) za centralnu izložbu "50 godina suvremene umjetnosti" u Palači umjetnosti u Bruxellesu. Bakićeva djela se izlažu i kao dio izložbe neformalne grupe mladih umjetnika Zagreb 58 u novootvorenom izložbenom prostoru Kraljevske akademije u Antwerpenu.
Grad Antwerpen za zbirku Middelheim muzeja na otvorenom otkupljuje Bakićeva Bika predstavljenog na EXPO-u. Bik je prvi put izložen u parku skulptura 1961. i od tad se tamo nalazi. Gradska uprava njemačkog grada Marla zainteresirala se za otkup Bika pa od autora naručuje izradu drugog odljeva koji se 1959. postavlja u gradski park, a o njemu skrbi Muzej skulptura Glaskasten Mari. 1968. radi Bika u plemenitom čeliku za njemačkog naručitelja. On je veći od briselskog bika, duljine tri metra, kubičnije je forme te naglašenijeg hrpta i obrisnih linija. U početku je Bik bio izložen u Hertenu a danas se nalazi na trgu u gradiću Glonnu.

### Polivalentni oblici i razlistane forme
Nakon što je riješio jedan kiparski problem, Bakić je započinjao istraživanje novih oblikovnih problema. Taj proces je započeo 1958. i obilježit će sljedećih šest godina. Zanimalo ga je oblik lišiti podsjećanja na antropomorfno, otvoriti volumen prostoru i dati mu vrijednost ravnopravnog likovnog elementa. Što su oblici bili jednostavniji, to su ga više intrigirali negativi koji ostaju kao otpaci nakon lijevanja skulptura. Počinje eksperimentirati s negativima, dok nije došao do stupnja u kojemu su mu i pozitiv i negativ skulpture bili jednako važni, jednako zanimljivi. Tako nastaju Razlistane forme (1958.) koje još uvijek prizivaju antropomorfni izvor, koji će uskoro posve napustiti.
Na prvoj samostalnoj izložbi u Zagrebu u organizaciji Gradske galerije suvremene umjetnosti 1958. izložio je 45 radova nastalih od 1953. do 1958. U tisku su je ocijenili najznačajnijom kiparskom poslijeratnom izložbom u Zagrebu. Zatim izlaže na 2. Documenti u Kasselu 1959. godine. Iste godine s Piceljem i Srnecom, članovima grupe EXAT 51, izlaže u pariškoj Galeriji Denise Rene, vodećoj galeriji geometrijske apstrakcije u to doba. Predgovor za izložbu pišu teoretičar Michele Seuphor i umjetnik Viktor Vasarelv, a Seuphor je Bakića uvrstio u pregled svjetske apstraktne skulpture. 
Bakićeva Razlistana forma I je 1959. dobila Nagradu Grada Zagreba za skulpturi, koja je tad postavljena u kavanu Iličkog nebodera. Pred Univerzijadu 1987. je premještena u Gajevu ulicu gdje i sad stoji.

### Put Svjetlonosnih oblika
Bakić pokazuje sve veći interes za prostornu problematiku, prostor više nema samo ulogu omotača volumena. Rastvara volumen te se otkriva vrijednost unutarnjeg prostora skulpture koji poprima aktivniju ulogu. Taj proces možemo slijediti u svim njegovim daljnjim ciklusima. od Razvijenih površina (1960. – 1963.), Prerezanih razvijenih površina (1962. – 1963.), Dijagonalno razvijenih površina (1962. – 1963.) u kojima zarezuje metalnu ploču i savija je u raznim smjerovima, preko skulptura koje je poetično nazvao Forme (1963.), a u kojima uvodi kružni oblik i nehrđajući čelik pa Svjetlonosnih oblika (1963. – 1968.) i Interferencija (1964.), do kulminacije tog procesa u Cirkulacijama u prostoru (1970. – 1973.). U ciklusu Svjetlonosnih oblika, koje je tako nazvao Jure Kaštelan, metalnu ploču reže u krugove koji su organski vezani jedni za druge. Njihov visoki sjaj reflektira okolni prostor, a skulptura odražava igru punine i praznine, pozitiva i negativa, volumena i prostora. Ploha, konveksno-konkavna površina i prostor koji je obavija postaju najvažniji likovni elementi Bakićeve kiparske sinteze. Napušta klasični materijal i uz dotadašnju broncu, radi u metalu, nehrđajućem čeliku, mjedi, duraluminiju, olovu, pleksi staklu, željezu, cementu. Savršenstvo koje je do tada tražio u mramoru, sada traži u metalu i nehrđajućem čeliku. 
Bakić se ovim procesom približio načelima novih plastičara okupljenih u umjetničkom pokretu Novih tendencija, te sudjeluje na skupnoj izložbi Nove Tendencije 2, u Zagrebu. 1963. Umjetnički muzej u Leverkusenu, s Bakićem dogovara otkup Svjetlonosnih oblika visine dva i pol metra, koja je 1965. isporučena za postavljanje ispred Katoličke osnovne škole u Leverkusenu. Radovi preko 30 skulptura nastalih od 1960. do 1964. godine predstavljeni su na drugoj samostalnoj izložbi u zagrebačkoj Galeriji suvremene umjetnosti 1964. godine. Slijede samostalne izložbe u beogradskom Salonu Moderne galerije i ljubljanskoj Maloj galeriji. Na 32-om Biennalu u Veneciji Bakić je predstavljen mjedenim Svjetlonosnim formama 5. Sudjeluje na skupnoj putujućoj izložbi koja nakon Washingtona, 1966. putuje u Fresno, Denver, Portland, Andover i Milwaukee. Na Biennalu u Sao Paulu predstavlja čak osam Svjetlonosnih oblika (XX-XVII) u raznim materijalima, izložba kasnije putuje Brazilom: Rio de Janeiro, Belo Horizonte, Brasilia. Četvrti put izlaže na venecijanskom Biennalu 1972. godine. Za problemsku izložbu organiziranu u sklopu 36-og Biennala, Skulptura u gradu, Bakić na živopisnom venecijanskom trgu izlaže preko dva metra visoke Svjetlonosne oblike XXVIII koji se danas nalaze u parku skulptura Gliptoteke HAZU. Zagreb je prijateljskom gradu Mainzu poklonio Bakićevu skulpturu Cirkulacije u prostoru II iz 1974. visoke tri metra, koja se i danas nalazi na trgu ispred Gradske vijećnice.
Godine 1974. rodila mu se kćer Irena. Godine 1980. je dobio nagradu za životno djelo Vladimir Nazor, a osam godina kasnije postaje član JAZU-a (danas HAZU).

### Modernistički partizanski spomenici
1960.-te završava spomenik Stjepanu Filipoviću koji se postavlja u Valjevu koji je napravio prvi odmak prema modernizaciji partizanskih spomenika. Te godine pobjeđuje na natječaju za Spomenik pobjedi naroda Slavonije u Kamenskoj u blizini Požege. Spomenik razvija u tridesetmetarsku razlistanu formu, koja je dovršena 1968. Tim ostvarenjem odlučno prekida s do tada vladajućim kanonima prikaza antifašističkog spomenika te u monumentalnom obliku ostvaruje jedinstvenu sintezu čiste apstraktne forme i simboličkog sadržaja, koji uzdiže do univerzalnog simbola pobjede. Vojin Bakić značajno je promijenio smjer razvoja službene spomeničke plastike socijalističke Jugoslavije i uveo je u okrilje europske umjetnosti visokog modernizma.
Šuma Dotrščina koja se nastavlja na šume zagrebačkog Maksimira najveće je grobište zagrebačkih žrtava fašističkog terora. Projekt uređenja spomen-područja dodijeljen je 1960. kiparu Vojinu Bakiću, arhitektu Josipu Seisselu i književniku Juri Kaštelanu. Bakićev spomenik otvoren 1965. markira ulaz u spomen-područje. Istraživanjem je došao do savršene apstraktne, ali i simboličke forme kristala. Krenuo je od studije petokrake, njezine likovne dinamike te došao do trokuta kao dinamične borbene forme koja je osnovni element kristala. Spomenik realiziran u visokopoliranom nehrđajućem čeliku svijetlećih površina, odražava ono što pali životi predstavljaju svojom žrtvom - čistoću, trajno i vječno svjetlo. Spomenički kompleks se proširuje na Dolinu grobova 1980. godine kad je postavljeno šest Bakićevih kristalnih oblika u nehrđajućem čeliku, koji su svojim čistim geometrijskim formama postali glavni motiv svjetlosno-plastične-prostorne kompozicije udoline.
Nakon dva natječaja 1970. i 1974. za prvi veliki memorijalni park u Jugoslaviji na Petrovoj gori Bakićevo rješenje dobiva prvu nagradu. Spomenik je, nakon prilagodbi arhitektonskom zadatku otvoren 1981. Morfološki je geneza plastičkih istraživanja skulpture ciklusa Prorezane razvijene površine. Iste se godine otvara i Spomenik naroda Hrvatske žrtvama u Kragujevcu, u memorijalnom parku Šumarice, koristeći se temom svjetlonosnih oblika koje niže u vodoravnom nizu. Sedam krugova simbolizira žrtve koje padaju pod mecima. To je posljednja velika Bakićeva spomenička realizacija
Njegovi javni spomenici nakon napuštanja faze socijalističkog realizma, apstraktnim jezikom visokog modernizma, oblikovanjem strogih, elementarnih (često geometrijskih) oblika, postali su univerzalni simboli sjećanja na žrtve antifašizma.

## Nadahnuća

### Ivan Goran Kovačić
Od 1946., započinje modeliranje portreta i figure Ivana Gorana Kovačića, a ta ga tema zaokuplja do sedamdesetih. Bio je pogoden bliskoscu teme, tragičnošću subine. U temi
Gorana prepoznao je sličnu tragičnu sudbinu svoje braće, pogibiju mladih revolucionara koji hrabro žrtvuju svoj život u borbi protiv okupatora. Bakić je s velikim žarom prionuo radu na Goranovu portretu. Radi nekoliko varijanti, u glini, mramoru, bronci, sadri, metalnoj, srebrnoj i zlatnoj foliji... Goranov se portret iz 1946. psihološkom karakterizacijom i oblikovnom kvaliteom izdigao iz tadašnje produkcije socrealističkog portreta pa mu donosi veliki uspjeh, javna priznanja, nagrade i nove narudžbe. Knjigu bliskog prijateIja Ota Šolca Goran i ja (1955.), crtežima je ilustrirao Vojin Bakić.
Spomenik Goranu koji od 1964. nalazi u Ribnjaku i u Goranovu rodnom mjestu Lukovdol, nastao je 1956. godine, te je u dvije varijante bio prikazivan na izložbama prije nego što je izveden kako javna skulptura. Nakon razdoblje istraživanja kako Goranov lik reducirati do simbola ideje, pojednostavljivanjem elemenata antropomorfnog portreta dolazi do volumena apstraktnih geometrijskih ploha koje se spajaju pod oštrim bridovima i koje čine apstraktnu formu kristaličnog oblika. Spomenik u Ribnjaku Izveden je od prilepskog granita, visok je dva i pol metra i težak 20 tona. Od 1964. u Lukovdolu se održava pjesnička manifestacija Goranovo proljeće. U blizini Goranove rodne kuće u kojoj je otvoren memorijalni muzej, nalazi se amfiteatar gdje se održavaju pjesnički susreti. Na uzvisini, uz rub amfiteatra je postavljena metalna verzija istog spomenika. Oštrih bridova u nehrđajućem čeliku, skulptura svojom apstraktnom svjetlećom
površinom simbolizira vječno svjetlo i čistoću ideala tragično preminulog pjesnika Bakić je 1973. oblikovao Goranov vijenac kolajnu s nanizanim ulaštenim diskovima (derivacija plošne verzije Svjetlonosnih oblika) koji se po veličini nižu u vijenac, a u največem je otisnut Goranov portret u plitkom reljefu. Izradio je broš i značku s likom Gorana u plitkom reljefu, kao i reljef Goranova profila u medaljonu.

### Josip Broz Tito
Bakić nije bio omiljeni Titov kipar kao što je to, primjerice, bio Antun Augustinčić, nije od njega naručivao portrete. Ali Bakića je Tito intrigirao i u svim razdobljima vraćao se oblikovanju ili crtanju njegova lika. Prvi portreti datiraju iz 1948., da bi se toj temi vraćao u 60-ima i pred kraj života, kada je radio dva nerealizirana spomenika Titu – zagrebački i manje poznati za Zadar. Povodom pobjede na natječaju za Titov spomenik u Zagrebu koji je izazvao ogroman interes umjetnika i arhitekata, pa je na natječaj pristiglo čak 80 prijedloga, Bakić je na upit o temi rekao sljedeće: "Tema je složena i puna mogućnosti da se zaluta. Prikazati Tita kakvog pamtimo – njegovu pojavu, figuru i sve što podrazumijevamo gledajući njegov lik – nije lako. Tito je fantastičan lik, lik za koji Francuzi imaju dobar izraz 'presence', što znači prisutnost, nazočnost". Reljef Tita, veličine preko dva metra, krasio je ulazni u atrij Muzeja revolucije naroda Hrvatske 1962. u Zagrebu, a potom je postao vlasništvo Hrvatskog povijesnog muzeja.
Portret Maršala u bronci, blago geometrizirane zatvorene forme izložen je u Spomen-muzeju Josipa Broza Tita u Velikom Trojstvu 1980. Glava je početkom 90-ih uklonjena i čuva se u Gradskom muzeju Bjelovara.
Sudjelovao je na natječaju 1982. za Spomenik drugu Titu i vjekovnoj borbi Zadra za slobodu koji je trebao biti podignut na prostoru ispred rimskog foruma. Bakićevo rješenje je bila gigantizirana Titova glava položena na tlu između dvije apstraktne geometrijske forme u obliku segmenta polukugle. Komisija nije odabrala nijedno ponuđeno rješenje pa do izgradnje nikada nije došlo.
Velik uspjeh Bakić je postigao na jugoslavenskom javnom, anonimnom natječaju za Titov spomenik na Trgu revolucionara (danasnji Radićev trg) u Zagrebu raspisanom 1986. Cilj je natječaja izvedba vrhunske urbanisticko-arhitektonske kiparske realizacije kojom će se ostvariti nova prepoznatljiva vizura Zagreba. Prvu nagradu osvajaju Vojin Bakić (za skulpturu) i njegov sin Zoran (za arhitekturu). Spomenik je trebao biti visok čak 36 metara, a skulptura Tita četiri metra. Tito u dugačkom kaputu samouvjereno stoji ispred velike, apstraktne mase koja se nalazi iza njega. Lice je riješeno sa samo par detalja, nije deskriptivno pa ipak je posve jasno o kome je riječ. Skulptura Tita trebala je stajati na južnoj osi. A forma koja je stajala iza njega bila je zamišljena zapravo kao slavoluk od nehrđajućeg čelika kroz koji se trebao prolaziti ustvari je gigantizirana skulptura koja pripada Bakićevim razvijenim površinama iz 1963. Sam Bakić ga ovako opisuje: "...spomenik koji nazivam simbol - simbol Titova djela, revolucije, borbe, uspona... Ova razlistala forma sadrži i oblik koji simbolizira djelo i luk kroz koji je Tito simbolično prošao". Planirano je da spomenik bude završen do 100. godišnjice Titova rođenja, 1992, ali je zbog događaja početkom 1990-ih projekt napušten.

## Nagrade
- 1947. Nagrada Vlade NR Hrvatske za skulpturu Ivana Gorana Kovačića
- 1948. Nagrada Vlade FNRJ za spomenik streljanima u Bjelovaru
- 1949. Nagrada Vlade NR Hrvatske za skulpturu S. S. Kranjčevića
- 1953. Nagrada Saveza sindikata Jugoslavije za skulpturu Agitatora
- 1955. Druga nagrada za skulpturu na I. bijenalu sredozemnih zemalja u Aleksandriji
- 1956. Nagrada grada Zagreba za skulpturu Bik
- 1956. Nagrada Radovan za skulpturu, Salon 56, Galerija likovnih umjetnosti Rijeka
- 1959. Nagrada grada Zagreba za skulpturu Razlistane forme I
- 1967. Treća nagrada na Trijenalu likovnih umetnosti u Beogradu za Svjetlonosne oblike XX iz 1965.
- 1967. Nagrada grada Zagreba za skulpturu
- 1969. Druga nagrada za skulpturu na VII. bijenalu sredozemnih zemalja u Aleksandriji
- 1970. Nagrada za skulpturu na 5. zagrebačkom salonu
- 1980. Nagrada "Vladimir Nazor" za životno djelo

## Izložbe

### Vojin Bakić Galerija Nova
Posljednju izložbu za života Bakić je imao u rodnom Bjelovaru 1966. godine. Tako da je ova izložba ženskog kustoskog kolektiva WHW u suradnji s umjetnikovom obitelji održana na ljeto 2007. godine bila prva nakon 41-u godinu. Izložba u Galeriji Nova sastojala se od dvije paralelne cjeline. Prva je arhiv s dokumentacijom koji unutar vremenskog slijeda kontekstualizira rad Vojina Bakića u širem socijalnom i umjetničkom kontekstu, prateći i sumirajući dinamiku praćenja, kontinuitete i lomove. Drugu cjelinu činio je izbor iz ostavštine umjetnikove obitelji, koji obuhvaća pedesetak skulptura manjeg i srednjeg formata, niz maketa, modela spomenika, studija i crteža. Izložene su bile i brojne antologijske skulpture a neke od njih, kao i niz crteža, prvi put su predstavljani javnosti. Protokol predstavljanja ovog drugog dijela bio je nešto drugačiji. On je bio diktiran uvjetima u kojima se nalazila Bakićeva baština ali i ograničenjima prezentacije u manjoj galeriji kao što je Nova. Skulpture su se mogle gledati svakodevno kroz staklenu stijenku galerije, čija su se vrata nekoliko puta tjedno otvarala publici uz prateća stručna vodstva kustosa, kritičara, umjetnika.Povodom izložbe izlašao je specijalan broj novina Galerije Nova, u kojima su objavljeni razgovori s nekoliko povjesničara umjetnosti i umjetnika o Bakićevu radu (Jerko Denegri, Tonko Maroević, Marija Gattin, Snješka Knežević, David Maljković, Antonio Gotovac Lauer i s umjetnikovom unukom Anom Martinom Bakić), te nekoliko antologijskih tekstova o Bakiću (Prelog,Denegri, Maković, Kolešnik).
Isti kolektiv "WHW/Što, kako i za koga" je bio pozvan sljedeće godine 2008. u Graz da nakon niza desetljeća samostalno predstavi Bakića u inozemstvu. Pitanje ove izložbe u Grazer Kunstvereinu, koja je kroz makete prikazala većinu njegovih najvažnijih javnih plastika, bio je odnos između umjetnosti i ideologije te koliki je bio prostor za apstraktnu umjetnost u socijalstičkoj Jugoslaviji i postsocijalističkoj Hrvatskoj.

### Retrospektiva Vojina Bakića
"Retrospektiva Vojina Bakića - Svjetlonosne forme" u Muzeju suvremene umjetnosti u Zagrebu održana je od 7. prosinca 2013. do 2. ožujka 2014. godine. Izložba je dobila sjajne kritike te veliku pozornost medija i publike pa je i produljivano njeno trajanje a postala je i kulturni događaj godine 2013., prema anketi Jutarnjeg lista u kojoj je sudjelovalo 15 kulturnjaka različitih profila. Izložba je željela vratiti Vojinu Bakiću mjesto koje mu pripada u povijesti hrvatske i europske umjetnosti ali i potaknuti na promišljanje odnosa hrvatskog društva prema spomeničkoj baštini i društvenom sjećanju. Osim najvažnijih radova poput Bika, bili su izloženi i crteži, skice, makete spomenika, fotografska uvećanja, projektna i osobna dokumentacija, audio i filmska građa. Prvi puta je javnosti prikazana studija i maketa za nikad realiziran zagrebački spomenik Titu. Umjetnikove unuke i arhitektice Vjera i Ana Martina Bakić, bile su suradnice na izložbi i autorice likovnog postava, te su prvi put javnosti pokazale obiteljsku zbirku. Na Noći muzeja izložbu je posjetilo čak 15000 posjetitelja, a tad su posjetitelje kroz izložbu osobno provele unuke Vojina Bakića, koje su iz osobne perspektive dočarale umjetnikov život i stvaralaštvo. Izložba se održala pod visokim pokroviteljstvom predsjednika Republike Hrvatske Ive Josipovića.

## Galerija
- Vojin Bakić - Spomenik Marxu i Engelsu 1953.
- Spomenik Stjepanu Filipoviću kod Valjeva, 1961.
- „Ivan Goran Kovačić“, park Ribnjak u Zagrebu, 1963.
- Svjetlonosni oblici,izložak na "Retrospektivi Vojina Bakića" u MSU Zagreb
- Izgradnja Spomenika pobjedi naroda Slavonije 1968.
- Centralni spomenik puta mučeništva u Dotrščini, 1968.
- Cirkulacije u prostoru, 1974. u Mainzu
- Spomenik žrtvama željezničke nesreće, 1975.
- Spomen-obilježje naroda Hrvatske, spomen-park Kragujevački oktobar, 1981.

## Rušenje Bakićevih spomenika
Početkom 1990-ih veliki dio Bakićevog stvaralaštva u Hrvatskoj je oštećen ili uništen:
a) Uništeni spomenici od 1990. do 1995.
- Bjelovarac, bronca, Bjelovar, poklon rodnom gradu s odavanjem počasti tragičnom obiteljskom gnijezdu. Miniran 1991. Ostala je šaka jedne ruke i glava, a ostali dijelovi završili su u ljevaonici Tomo Vinković u Bjelovaru. Spomenik je obnovljen i postavljen na svoje mjesto 8. 12. 2010. godine.[26]
- Gudovčan ili Pred streljanje, bronca, selo Gudovac kraj Bjelovara. Miniran 1991., istaljen.
- Spomenik pobjede naroda Slavonije, nehrđajući čelik, selo Kamenska, na raskršću putova Sl. Požega, Pakrac, Voćin. Miniran 21.2. 1992. Dijelovi upotrebljeni za izradu posuđa.
- Spomenik bilogorskim partizanima, bronca, selo Bačkovica, nekoliko kilometara od Bjelovara. Brončani partizan je miniran i istaljen 1991.
- Spomenik palim borcima, bronca, ispred škole u Čazmi, srušen i uništen 1991.
- Spomen-park Dotrščina, kraj Zagreba, u Dolini grobova postavljeno je 6-7 Bakićevih skulptura od nehrđajućeg čelika i kubusi, kristali od crnog mramora, različitih oblika, rasutih po prostoru. Autor je razmještaj kristala zamislio kao razgovor u prirodi. Čitav prostor pokriven je bršljanom ne bi li žrtve spokojnije bile. Sve je razbacano, pokradeno, uništeno.
- Ispred Gradske knjižnice Ivan Goran Kovačić u Karlovcu postavljena su poprsja Ljudevita Jonkea, slaviste, Silvija Strahimira Kranjčevića, pjesnika i Ivana Gorana Kovačića, pjesnika. Samo je poprsje Ivana Gorana Kovačića uništeno (izrezano na komade) u noći od 16. do 17. srpnja 2004.

b) Oštećeni spomenici i skinute spomen-ploče
- Spomenik na Petrovoj gori, armirani beton i nehrđajući čelik. Nakon operacije Oluja, spomenik je devastiran, odnesene su mnoge ploče.
- Skinuta je spomen-ploča Braći Bakić s obiteljske kuće u Bjelovaru.
- Skinut natpis s obiteljske grobnice na groblju Sv. Andrija u Bjelovaru.
- Promijenjen je naziv ulice braća Bakić u Bjelovaru.
- Skinuta brončana bista Josipa Broza Tita u Velikom Trojstvu. Pohranjena u Gradskom muzeju Bjelovar.

## Vanjske poveznice
- Bakić, Vojin Hrvatska tehnička enciklopedija, portal hrvatske tehničke baštine. LZMK